# Juan Santos Atahualpa
Juan Santos Atahualpa (Cusco, ¿1710? - posiblemente en la localidad de Metraro (territorio del actual departamento de Junín), ¿1756?) fue un dirigente mestizo de raíces quechuas de una importante rebelión indígena que estalló en 1742, cuyo propósito era restaurar el Imperio de los incas y expulsar a los españoles.
Al frente de las tribus selváticas, logró tener un control extenso del territorio de la selva central del Virreinato del Perú, amagando la sierra central. Si bien la rebelión no llegó a extenderse más allá de esos límites, tampoco pudo ser sometida por la autoridad virreinal, la sofocación de esta revolución fue disuelta posiblemente por protestas internas. Juan Santos desapareció misteriosamente hacia el año 1756, desconociéndose la fecha y las circunstancias de su fallecimiento.

## Datos biográficos
Lo poco que se sabe de la vida de este caudillo antes del año 1742 nos lo han transmitido los religiosos que se entrevistaron con él y que recogieron algunos datos de su boca, por lo demás dudosos. Juan Santos afirmaba ser un descendiente de los incas nacido en el Cuzco y criado por los jesuitas. Demostraba tener una gran cultura, pues dominaba el castellano y latín, además del quechua y otros idiomas nativos. También afirmaba que uno de sus maestros jesuitas, al comprobar sus aptitudes intelectuales, lo llevó consigo a Europa (España y Portugal) y África (San Pablo de Luanda, en Angola).
Regresó al Perú, que recorrió del Cuzco a Cajamarca. Hacia 1740 se ofreció como ayudante de los misioneros franciscanos de la región de Chanchamayo, en la selva central. Estas misiones habían facilitado la llegada de los españoles interesados en explotar la sal proveniente de un cerro aledaño (Cerro de la Sal), quienes empezaron a usar como mano de obra a los nativos asháninkas, lo que conllevó a una serie de abusos. La idea de la rebelión surgió entonces en Juan Santos, al comprobar la desalmada dominación española que ejercían con total impunidad. Se propuso restaurar el trono de sus antepasados y dar la libertad a los indios.
Al momento de estallar la rebelión, Juan Santos contaba de 30 a 40 años de edad. Vestía una cushma o camisón típico de los indios selváticos y llevaba siempre colgada en el pecho una cruz de madera de chonta con cantoneras de plata. Mascaba abundante hoja de coca, a la que denominaba «hierba de Dios». Uno de los frailes franciscanos que lo visitó lo describió como de estatura alta y de piel tostada, añadiendo: «tiene algún vello en los brazos, tiene muy poco bozo, luce bien rapado… es de buena cara; color pálido amestizado; pelo cortado por la frente hasta las cejas, y lo demás desde la quijada alrededor coleteado», es decir, recogido en una coleta, según la moda occidental del siglo XVIII.

## La rebelión

### El plan de Juan Santos Atahualpa
El movimiento libertario estalló en junio de 1742 Juan Santos se hizo proclamar Apu Inca, aduciendo ser descendiente de Atahualpa. Confiaba en el apoyo de los indios de todo el territorio peruano; llegó incluso a afirmar que estaba relacionado con los ingleses y que una flota británica apoyaría por mar su rebelión.
Su meta era restaurar el Imperio inca y expulsar a los españoles y a sus esclavos negros, para inaugurar un nuevo régimen de prosperidad, aunque aseguró que la religión de todos seguiría siendo la católica. Sin embargo, incitó a los indios a que se revelarán contra los trabajos que les imponían los misioneros católicos y exigió la ordenación de sacerdotes indígenas. Su plan era ganar primero la selva, luego la sierra y finalmente la costa. Por último, se coronaría Inca en Lima.
Nombró por teniente suyo a un cacique cristiano llamado Mateo de Asia y mantuvo como ayudante cercano a un negro, Antonio Gatica, que era su cuñado.

### La extensión de su movimiento
El conocimiento que poseía de la lengua quechua y de varias lenguas amazónicas le permitió a Juan Santos ser comprendido prontamente por los indígenas de la selva central, que se plegaron a su lucha con gran entusiasmo. La rebelión logró congregar a los pueblos de la selva central: ashaninka, yanesha y hasta shipibo, es decir, las poblaciones que habitaban las cuencas de los ríos Tambo, Perené y Pichis. Toda esa zona era conocida con el nombre del Gran Pajonal y era territorio de las misiones franciscanas.
Juan Santos llegó a contar con más de 2000 hombres, con los cuales logró controlar la selva central, territorio que, por lo demás, no se hallaba eficazmente regulado por el poder virreinal.

### Desarrollo de la rebelión

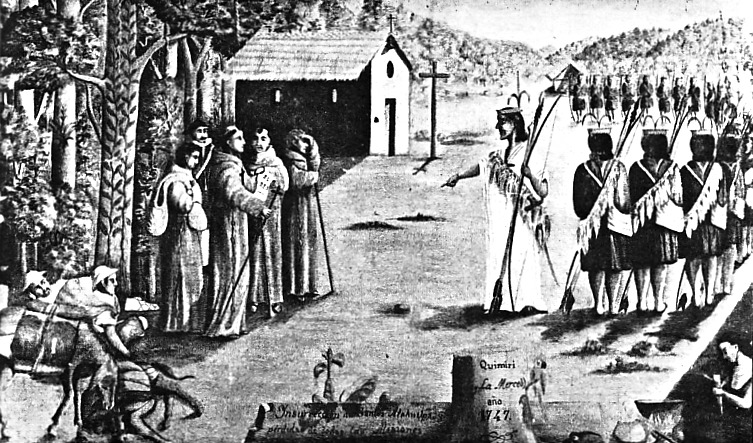
Pintura de Gabriel Sala, que representa a Juan Santos Atahualpa en Quimiri, encarando a un grupo de misioneros franciscanos. Estos, considerados cómplices del abuso y explotación de los nativos, fueron expulsados. Biblioteca del Convento de Ocopa.

El primer objetivo de los rebeldes fue la reducción de Eneno, para luego seguir con Matranza, Quispango, Pichana y Nijandaris. Destruyeron en total 27 misiones y amenazaron con atacar la sierra.
El virrey marqués de Villagarcía ordenó a los gobernadores de la frontera de Jauja y Tarma, Benito Troncoso y Pedro de Milla Campo que se internaran en la región convulsionada, para cercar al rebelde. Así se hizo y Troncoso llegó hasta Quisopango, en donde encontró alguna resistencia, pero logró ahuyentar a los indios. Juan Santos, que rehuyó al encuentro, se dirigió hacia el pueblo de Huancabamba al norte de la actual ciudad de Oxapampa. Desde Tarma salieron fuerzas coloniales para ir en su búsqueda, pero el caudillo mestizo logró ponerse a salvo.
Al año siguiente, los españoles organizaron una expedición a Quimiri (hoy La Merced), en el valle de Chanchamayo. Iban bajo el mando del corregidor de Tarma, Alfonso Santa y Ortega, acompañado por el gobernador de la Frontera, Benito Troncoso. El 27 de octubre de 1743 llegaron a Quimiri, donde levantaron un fuerte, que concluyeron en el mes de noviembre. Fue dotado de cuatro cañones y cuatro pedreros, con su correspondiente provisión de municiones. El día 11 de noviembre, el corregidor Santa partió hacia el interior, quedando en el fuerte de Quimiri el capitán Fabricio Bertholi con 60 soldados. Juan Santos, que estaba al tanto de todos los movimientos del adversario, planeó atacar a la pequeña guarnición. Previamente, se apoderó de una remesa de víveres que marchaba con destino al fuerte, iniciando luego el sitio del mismo. Muchos de los soldados españoles perecieron entonces a raíz de una epidemia y en los demás cundió la desmoralización, al extremo que presionados por el hambre algunos desertaron. Entonces, Juan Santos exigió a Bertholi la rendición, mas éste se negó confiando en que le llegarían pronto los refuerzos que había solicitado por intermedio de un religioso que pudo eludir a los insurrectos. Finalmente, Juan Santos decidió atacar el fuerte y todos los españoles fueron muertos. Eran los días finales del año 1743.
En 1745 asumió el poder un nuevo virrey, José Antonio Manso de Velasco, futuro conde de Superunda, un militar con mucha experiencia. Juan Santos continuó sus ataques. Tomó el pueblo de Monobamba, el 24 de junio de 1746, extendiendo el radio de acción de su movimiento. Incluso se habló de manifestaciones a su favor en la lejana provincia de Canta. El virrey nombró jefe de una tercera expedición a Joseph de Llamas, marqués de Menahermosa. Pero Juan Santos tomó la iniciativa tomando Sonomoro en 1751 y Andamarca el 4 de agosto de 1752. Esto último significaba ya una seria amenaza, pues Andamarca era ya la cordillera y estaba cerca de Tarma, Jauja y Ocopa. La rebelión amenazaba extenderse a la sierra, poblada por una nutrida población indígena, cuyo alzamiento habría dado un giro formidable y decisivo a la misma.
El marqués de Menahermosa maniobró para dar alcance a Juan Santos, pero este logró eludirlo. El virrey enfureció con los resultados, pues no se había librado una batalla decisiva y el rebelde seguía controlando una gran zona en la selva. Corrieron rumores de que Juan Santos atacaría Paucartambo, que caería sobre Tarma, que asolaría Jauja, pero nada de esto ocurrió. Misteriosamente, el líder mestizo no volvió a realizar sus osados ataques y la región volvió a gozar de paz.

### Desaparición de Juan Santos
Desde el año 1756 no se supo pues nada de Juan Santos. El mismo virrey Manso de Velasco, en su memoria fechada en 1761, escribió al respecto: «desde el año 1756… no se ha dejado sentir el indio rebelde y se ignora su situación y aún su existencia». Una versión dice que hubo una sublevación entre los rebeldes y que Juan Santos tuvo que ordenar la muerte de Antonio Gatica, su lugarteniente y otros hombres por posible traición. 
Sobre el final de Juan Santos corrieron las más variadas versiones. Una de ellas afirma que murió en Metraro, víctima de una pedrada disparada con una honda en un festejo público; otras afirman que fue envenenado. Otra posibilidad es que haya muerto de vejez. Se dice incluso que habría contado con una especie de mausoleo en Metraro, a donde descansaban sus restos humanos y eran objeto de veneración.
Su desaparición y probable muerte tuvo visos legendarios y maravillosos, en el recuerdo de los montañeses. Para unos no había fallecido, creyendo que era inmortal. Para otros habría subido al cielo rodeado de nubes, y volvería en un futuro a la tierra.
Fray José Miguel Salcedo aseveró que cuando llegó a San Miguel del Cunivo fue recibido por catorce canoas con unos ochenta hombres con extrañas demostraciones de regocijo, entre ellos dos capitanes del rebelde, quienes le aseguraron que Juan Santos «… murió en Metraro, y preguntándoles a donde había ido me respondieron que, al infierno, y que delante de ellos desapareció su cuerpo, echando humo…».
El coronel Roberto López, del ejército peruano, afirmó en una carta que muchos indios de las márgenes de los ríos Huallaga, Ucayali y sus afluentes, no creían que había muerto, pues «… un día, en presencia de varias tribus reunidas en el pueblo de Metraro, rodeado de nubes se remontó a los cielos».
Para Ossio, Juan Santos Atahualpa asumió atributos para destacar su condición de mesías restaurador del orden. Fue el líder en el cual por primera vez se materializaba la idea del retorno del Inca. Frente al desorden reinante por la corrupción y los abusos de los corregidores, proclamó la abolición del dominio español y la recuperación del reino incaico, en su calidad de descendiente legítimo del último Inca, pero además proclamándose enviado de Cristo y poseído por el Espíritu Santo cristiano. Era la primera expresión del mito de Inkarri llevada a la acción.
De allí, que se impuso entre los pueblos selváticos una explicación sobrenatural que afirmaba que el caudillo «se elevó a los cielos en medio de mucho humo» y se corrió la voz de que había prometido regresar. El mesianismo tuvo efecto, pues hasta el día presente muchos todavía aguardan su retorno.
Sea como fuera, lo cierto es que el accionar de Juan Santos tuvo un dilatado efecto en la región, pues colonos y misioneros no volverían a ingresar a la selva central peruana durante un siglo hasta ya conformada la República del Perú.

## Testimonios de la época
Los frailes Manuel del Santo y Domingo García en misiva dirigida al Padre Comisario Fray José Gil Muñoz, dieron la primera noticia de Juan Santos Atahualpa en que dice:

Viva Jesús -Muy Reverendo Padre Comisario Fray José Gil Muñoz- Habiendo escrito los días pasados el Padre Presidente que había aparecido en el Pajonal un indio (Juan Santos Atahualpa) que decía ser Inca, que llamaba a todas las gentes de la montaña, y que yo bajaba también a verme con él, y a ver si podía convertir toda la montaña de un golpe, bajé a Eneno, en donde habiendo sabido más de lo que me dijeron en la Sal, di orden para que ningún indio (referido así al indígena por los españoles) de mi pueblo ni de los demás bajasen, que yo iba y sabría la verdad de todo y avisaría.

Viene a este pueblo de Pichana, en donde encontré al padre solo, sin gente, que todo se le había huido, contra su voluntad; y estando para salir abajo, mañana tres de junio, llegaron los negros que fueron al Pajonal, el Congo y Francisco, muy azorados y trabajosos, con las noticias y novedades que el Inca les dijo para que hablasen. Y por cuanto el Inca llama al padre Fray Manuel del Santo, determinadamente, diciendo que vaya solo, sin otro Padre ni negro. Y no atreviéndose el padre a ir solo, determinó el acompañarle. Y antes de que salgamos, nos parece preciso el escribir a vuestra paternidad lo que hay, según oímos de la boca de los negros, para que vuestra paternidad avise e informe a quien se debe, y para que puedan leer los padres la carta; aunque vuestra paternidad no esté en Ocopa, la remitimos abierta, y es del tenor siguiente la noticia:

Viene este indio, que dice ser Inca del Cuzco (Atahualpa) traído por el río por un curaca simirinchi, que se llama Bisabequi; y dice que deja en el Cuzco tres hermanos, uno mayor que él y otros dos menores; y que él tiene un poco más de treinta años; que su casa se llama Piedra. Su ánimo es, dice, cobrar la corona que le quitó Pizarro y los demás españoles, matando a su padre, (que así le llama al Inca) y enviando su cabeza a España.

Dice que estuvo y viene de Angola y de los Congos; que habló con los ingleses, con quienes dejó pactado que le ayudasen a cobrar su corona por mar, y que él vendría por tierra, recogiendo su gente, para al fin de recobrar su corona; y que a ese fin le enviaban sus hermanos, principalmente el mayor, a la Montaña; que él es bueno, que no intenta introducir ley nueva, más que la que predican los padres, que esa es la verdadera; que luego que acabe de juntar esa gente, sube con ella a Quimiri, en donde llamará a los serranos, sus vasallos, para que le acompañen; pero que antes que vaya el Padre Fray Manuel del Santo, solo; que quiere que escriba el señor Virrey para que se le restituya, esto es su corona, y si no, él la pasará a tomar por fuerza.

Llama a todos los indios amajes, andes, cunibos, sepibos y simirinchis, y los tiene juntos y obedientes a su voz; y todos clamando que no quieren padres, que no quieren ser cristianos. Los indios, tanto como cristianos infieles hacen muchos bailes, y están muy contentos con su nuevo rey; y dicen mil cosas contra españoles y negros.

Habla este Inca (que dice ser) lengua serrana, ande y español. Llama a todos los indios como decimos, pero que no vayan negros ni españoles a su presencia que todos son unos ladrones que le han robado su corona; que en este mundo no hay más que tres Reinos: España, Angola y su Reino; y que él no ha ido a robar a otro su reino, y los españoles han venido a robar el suyo. Pero que ya a los españoles se les acabó su tiempo, y a él le llegó el suyo. Que sus vasallos se han acabado por los españoles; ya se acabaron los obrajes, panaderías y esclavitudes, pues no ha de permitir en su reino esclavos, ni las demás tiranías de los españoles. Que ahora han de venir padres a la Montaña a enseñar a sus indios, pero que no los han de acompañar negros ni Viracochas (españoles), y si los padres no quisieran así, que él traerá al obispo del Cuzco para que ordene de estos indios para padres, pues también entre los negros ha visto él padres negros, con barbas largas diciendo misa; y que, aunque no sean blancos como los españoles, bien pueden ser padres y sacerdotes. Del gobernador dice que viene a su montaña como Puerco (son términos suyos) espantando a sus indios y llevándolos amarrados afuera; y que ahora no hay más gobernador, ni más rey que él.

Vuelvo a decir que llama a todos los indios de arriba, y que si los padres les impiden la bajada se enojará mucho, que enviará a llamar a los de Sonomoro, le dijeron que de allí no vendrían, porque allí había muchos negros que lo impedirían, a lo que respondió que el tenia pies para ir a buscarlos.

Masca mucha coca y envía recados a los pueblos para que le lleven, y el de ella reparte a los que no tienen. Dice que es Yerba de Dios y no de brujos como dicen los viracochas. Que no se admiren de verle pobre, pues todo se lo han robado, pero que tiene mucho oro y plata escondido, y luego que se coronase manifestaría, pero que no la poseerían más los españoles".

## Supuesta connivencia con los ingleses
En cuanto al supuesto trato de Juan Santos con los ingleses, sobre lo cual no hay mayor información documental que lo confirme, se puede, sin embargo, lanzar algunas hipótesis a partir de ciertas circunstancias por entonces acaecidas, tal como lo hace Francisco Loayza.
Es conocida, por ejemplo, la vieja pugna que sostenían los ingleses con los españoles en busca de tener mayores facilidades para comerciar con los mercados de América, celosamente guardados por los coloniales. Una serie de acuerdos y concesiones que nos hacen evocar al famoso navío de permiso forman parte de esta historia. Y estos hechos no eran, pues, desconocidos para un hombre bien informado y culto como Juan Santos Atahualpa. Así, en la primera noticia sobre él se dice que «habló con los ingleses, con quienes dejó pactado que le ayudasen a cobrar su corona por mar, y que él vendría por tierra, recogiendo su gente, para al fin de recobrar su corona». Para Loayza este pacto no es inverosímil por los hechos antes referidos y podría haberse establecido en 1741.

Los ingleses cumplieron lo pactado con Juan Santos a favor de la Independencia. El Vice Almirante Jorge Anson, al mando de cinco buques de guerra, fue comisionado por su Gobierno, para entrar al Pacífico y perseguir todas las naves, y bloquear todos los puertos subyugados a España... (Anson, a la sazón era parte del equipo de marinos británicos que sostenían la guerra con España en sus colonias, desde 1740. Otro de sus principales líderes, además de Anson, era el Almirante Vernon quien disponía de 50 naves, 130 de transporte y/o cerca de 13 mil hombres de desembarco, asolando las aguas del Caribe). Anson pasando el Estrecho de Magallanes, fue a fondear en la isla de Juan Fernández el día 7 de junio de 1741. Desde allí atalayaba los mares de Chile, Perú y Ecuador. Y en el mes de septiembre del mismo año apresó al navío español "Monte Carmelo" que iba del Callao a Valparaíso, apoderándose de más de veinte mil pesos y muchas mercancías.

Luego anduvo de correría en correría, de sur a norte, capturando y hundiendo navíos, asolando y saqueando diferentes pueblos de la costa. Y agrega:

No es improbable que Anson, después de estas correrías, por más de medio año, al no tener noticia de levantamiento alguno en el Virreinato del Perú, decidió alejarse, como lo hizo, rumbo al Asia. Cinco meses después (en mayo de 1742) no habiéndose levantado los pueblos peruanos de la costa y de la sierra, dan los indios de la montaña, con Juan Santos Atahualpa, el grito de rebelión. Si este movimiento de los montañeses hubiera estallado en su debido tiempo, la expedición del Vicealmirante inglés Jorge Anson habría resultado eficiente y, quizá, definitiva...